# ICC World Cricket League 2009–14
Die ICC World Cricket League 2009–14 war die zweite Saison der ICC World Cricket League (WCL). Sie bestand aus acht weltweiten Divisionen, die in der vorherigen Saison etabliert wurden und einigen regionalen Turnieren. Dabei spielten die Divisionen zeitlich gestaffelt und grob betrachtet von unten nach oben in einzelnen Turnieren, die im ODI-Format ausgetragen werden. Dabei wurden jeweils zwei Aufsteiger ermittelt, die dann in der nächsthöheren Division beim nächsten Turnier antreten dürfen. Den Abschluss bildete der ICC Cricket World Cup Qualifier 2014, der in Neuseeland ausgetragen wurde.

## Qualifikation für den Cricket World Cup
Während der Austragung der WCL kam es zu Änderungen am Qualifikationsmodus zum Cricket World Cup 2015. Ursprünglich sollten 2013 beim Qualifier in Schottland die Mannschaften ermittelt werden, die neben den Testnationen am Cricket World Cup teilnehmen sollen. Dieses wurde jedoch durch den ICC ausgesetzt, da bei diesem Turnier nur die 10 Test-Nationen teilnehmen sollten. Die Entscheidung revidierte der ICC jedoch Ende Juni 2011, so dass auch assoziierte Mitglieder des ICC sich qualifizieren konnten.

## Teilnehmer
Teilnahmeberechtigt sind grundsätzlich die 'Associate' und 'Affiliate' Mitglieder des ICC. Diese wurden in der Vorsaison ihrer Stärke entsprechend in die Divisionen eingruppiert. Unterhalb der achten Division sind dann die Regionalen Turniere angesiedelt, wobei die bestplatzierten sich für die weltweiten Divisionen qualifizieren können.

## Turniere
| Turnier             | Gastgeber                    | Aufsteiger | Absteiger |
| ------------------- | ---------------------------- | --- | --- |
| Division 7 (2009)   | Guernsey                     | Bahrain | Gibraltar |
| Division 7 (2009)   | Guernsey                     | Guernsey | Suriname |
| Division 6 (2009)   | Singapur                     | Singapur | Botswana |
| Division 6 (2009)   | Singapur                     | Bahrain | Norwegen |
| Division 5 (2010)   | Nepal                        | Vereinigte Staaten | Jersey |
| Division 5 (2010)   | Nepal                        | Nepal | Fidschi |
| Division 1 (2010)   | Niederlande                  | Alle Teilnehmer qualifizierten sich für den ICC World Cup Qualifier 2014: Irland, Schottland, Afghanistan, Niederlande, Kanada, Kenia | Alle Teilnehmer qualifizierten sich für den ICC World Cup Qualifier 2014: Irland, Schottland, Afghanistan, Niederlande, Kanada, Kenia |
| Division 4 (2010)   | Italien                      | Vereinigte Staaten | Cayman Islands |
| Division 4 (2010)   | Italien                      | Italien | Argentinien |
| Division 8 (2010)   | Kuwait                       | Kuwait | 5 Mannschaften stiegen in ihre Regionalgruppen ab: Sambia, Suriname, Gibraltar, Bhutan, Bahamas                                       |
| Division 8 (2010)   | Kuwait                       | Deutschland | 5 Mannschaften stiegen in ihre Regionalgruppen ab: Sambia, Suriname, Gibraltar, Bhutan, Bahamas                                       |
| Division 3 (2011)   | Hongkong                     | Hongkong | Vereinigte Staaten |
| Division 3 (2011)   | Hongkong                     | Papua-Neuguinea | Dänemark |
| Division 2 (2011)   | Vereinigte Arabische Emirate | Qualifiziert für ICC World Cup Qualifier 2014: Ver. Arab. Emirate, Namibia, Papua-Neuguinea, Hongkong                                 | Uganda |
| Division 2 (2011)   | Vereinigte Arabische Emirate | Qualifiziert für ICC World Cup Qualifier 2014: Ver. Arab. Emirate, Namibia, Papua-Neuguinea, Hongkong                                 | Bermuda |
| Division 7 (2011)   | Botswana                     | Kuwait | Norwegen |
| Division 7 (2011)   | Botswana                     | Nigeria | Japan |
| Division 6 (2011)   | Malaysia                     | Guernsey | Fidschi |
| Division 6 (2011)   | Malaysia                     | Malaysia | Nigeria |
| Division 5 (2012)   | Singapur                     | Singapur | Bahamas |
| Division 5 (2012)   | Singapur                     | Malaysia | Argentinien |
| Division 4 (2012)   | Malaysia                     | Nepal | Malaysia |
| Division 4 (2012)   | Malaysia                     | Vereinigte Staaten | Tansania |
| Division 3 (2013)   | Bermuda                      | Nepal | Oman |
| Division 3 (2013)   | Bermuda                      | Uganda | Italien |
| WC Qualifier (2014) | Neuseeland                   | Ver. Arab. Emirate | |
| WC Qualifier (2014) | Neuseeland                   | Schottland | |

## Championship
Zunächst organisiert im Rahmen des Intercontinental Cups wurde zwischen den acht führenden Mannschaften im Jahr 2011 zwischen 2011–13 die ICC World Cricket League Championship ausgetragen, dessen beiden Gewinner, Irland und Afghanistan, sich direkt für die Weltmeisterschaft qualifizierten.

## Abschlusstabelle
Die Abschlussrangliste der World Cricket League 2009–13. Stand: 1. Feb. 2014
| Platz | Nation             | Startdivision 2009 | Enddivision 2014 |
| ----- | ------------------ | ------------------ | ---------------- |
| 11.   | Afghanistan        | 1                  | 1                |
| 12.   | Irland             | 1                  | 1                |
| 13.   | Schottland         | 1                  | 1                |
| 14.   | Ver. Arab. Emirate | 2                  | 1                |
| 15.   | Hongkong           | 3                  | 1                |
| 16.   | Papua-Neuguinea    | 3                  | 1                |
| 17.   | Kenia              | 1                  | 2                |
| 18.   | Namibia            | 2                  | 2                |
| 19.   | Niederlande        | 1                  | 2                |
| 20.   | Kanada             | 1                  | 2                |
| 21.   | Nepal              | 5                  | 3                |
| 22.   | Uganda             | 2                  | 3                |
| 23.   | Vereinigte Staaten | 5                  | 3                |
| 24.   | Bermuda            | 2                  | 3                |
| 25.   | Oman               | 3                  | 4                |
| 26.   | Italien            | 4                  | 4                |
| 27.   | Singapur           | 6                  | 4                |
| 28.   | Dänemark           | 3                  | 4                |
| 29.   | Malaysia           | 6                  | 5                |
| 30.   | Tansania           | 4                  | 5                |
| 31.   | Guernsey           | 7                  | 5                |
| 32.   | Cayman Islands     | 4                  | 5                |
| 33.   | Bahrain            | 7                  | 6                |
| 34.   | Argentinien        | 4                  | 6                |
| 35.   | Kuwait             | R                  | 6                |
| 36.   | Jersey             | 5                  | 6                |
| 37.   | Fidschi            | 5                  | 7                |
| 38.   | Nigeria            | 7                  | 7                |
| 39.   | Deutschland        | R                  | 7                |
| 40.   | Botswana           | 6                  | 7                |
| 41.   | Norwegen           | 6                  | 8                |
| 42.   | Japan              | 7                  | 8                |

Angegeben sind die Platzierungen der Rangliste ohne die zehn Vollmitglieder des ICC. Die zurzeit auf den Plätzen 11 bis 12 befindlichen Mannschaften werden, wie die zehn Vollmitglieder ohnehin, in der „One-Day International“ Weltrangliste geführt. Alle weiteren Nationalmannschaften werden in den fünf Kontinentalranglisten geführt. Angegeben sind die Start- und Enddivision die vor bzw. nach den Turnieren für die World Cricket League 2009–2013 erreicht wurden. Da für die unteren Divisionen schon Turniere der  ICC World Cricket League 2012–18 ausgetragen wurden, hat die offizielle ODI-Rangliste nach der Austragung des ICC Cricket World Cup Qualifier 2014 eine andere Reihenfolge für die betroffenen Teams ergeben als hier dargestellt.

## Belege
1. ↑  ICC Executive Board meets in Mumbai, ICC-Website, 4. April 2011 (Memento vom 26. Januar 2013 im Webarchiv archive.today), abgerufen am 15. Dezember 2012
2. ↑  ICC reinstates associates for 2015 World Cup, 10 teams in 2019. The Times of India, 28. Juni 2011 (Seite nicht mehr abrufbar, festgestellt im November 2022. Suche in Webarchiven)  Info: Der Link wurde automatisch als defekt markiert. Bitte prüfe den Link gemäß Anleitung und entferne dann diesen Hinweis.